# الکس دیبولد
الکس دیبولد (انگلیسی: Alex Deibold؛ زادهٔ ۸ مهٔ ۱۹۸۶) ورزشکار اسنوبردسواری اهل ایالات متحده آمریکا است.
وی در مسابقات کشوری و بین‌المللی در مجموع برندهٔ ۱ مدال برنز شده‌است.